# Kameňák 3
Kameňák 3 je komedie z roku 2005 od režiséra Zdeňka Trošky. Film měl premiéru 13. ledna 2005. Film je pokračování prvního dílu Kameňák a Kameňák 2.
Televizní premiéra proběhla 1. ledna 2006 ve 20.00 na Nově.

## Obsazení
| Václav Vydra           | Josef „Pepa“ Novák        |
| Jana Paulová           | Vilma Nováková            |
| Tomáš Lipský           | Josef „Pepíček“ Novák     |
| Věra Kuchtová          | Julie                     |
| Josef Laufer           | Leo Kohn                  |
| Richard Genzer         | Prodavač ve Zverimexu     |
| Josef Carda            | Elektrikář Kamil          |
| Václav Glazar          | Karel (matka představená) |
| Lubomír Lipský         | děda Poláček              |
| Jan Skopeček           | děda Novák                |
| Věra Tichánková        | babička Poláčková         |
| Jaroslava Tichá        | babička Nováková          |
| Ladislav Županič       | ředitel Eda               |
| Hana Čížková           | Sára Kohnová              |
| Eva Tauchenová         | tchyně Lea Kohna          |
| Dolly Buster           | Dolly                     |
| Monika Absolonová      | Zdravotní sestra          |
| Oleg Reif              | Lord                      |
| Jana Andresíková       | Lejdy                     |
| Marcel Vašinka         | sluha Džejms              |
| Lumír Olšovský         | William                   |
| Jiří Kohout            | policista Ríša            |
| Rostislav Justin Valeš | policista Olda            |
| Pavel Urbánek          | policista Vilda           |
| Pavlína Dupalová       | Bára - zdravotní sestra   |
| Zuzana Štalmachová     | Maruš - zdravotní sestra  |
| Karel Liebl            | hostinský                 |